# Tamborazo
El tamborazo  o tamborazo zacatecano es un subgénero de la música regional mexicana originario del estado de Zacatecas, México; específicamente de la comunidad de El Tigre, en el municipio de Villanueva. Su desarrollo se remonta a finales del siglo XIX como una versión popular y compacta de las bandas militares. Se caracteriza por su ritmo enérgico y el uso predominante de instrumentos de viento y percusión, con especial énfasis en los tambores, lo que le confiere una sonoridad distintiva. A lo largo del tiempo, el tamborazo zacatecano se ha consolidado como un elemento representativo de la identidad cultural de la región, siendo habitual en celebraciones, ferias y callejoneadas tanto en Zacatecas como en otras partes de México y en comunidades de migrantes en el extranjero. Entre su repertorio destaca la Marcha de Zacatecas (1892), originalmente compuesta para orquesta y banda sinfónica, pero frecuentemente interpretada en este estilo musical debido a su importancia en la cultura musical del país.

## Historia
El tamborazo  es un género musical profundamente arraigado en la historia cultural de Zacatecas, México. Este estilo nació como una adaptación popular y compacta de las bandas militares de la época, las cuales, por su tamaño y complejidad, resultaban inaccesibles para las comunidades rurales. Debido a ello, los músicos locales comenzaron a formar agrupaciones más pequeñas que pudieran replicar el estilo de las grandes bandas, pero con una instrumentación más reducida. Este proceso de adaptación dio lugar al nacimiento del tamborazo zacatecano, una manifestación musical que, a lo largo de los años, se ha convertido en un símbolo cultural de la región.

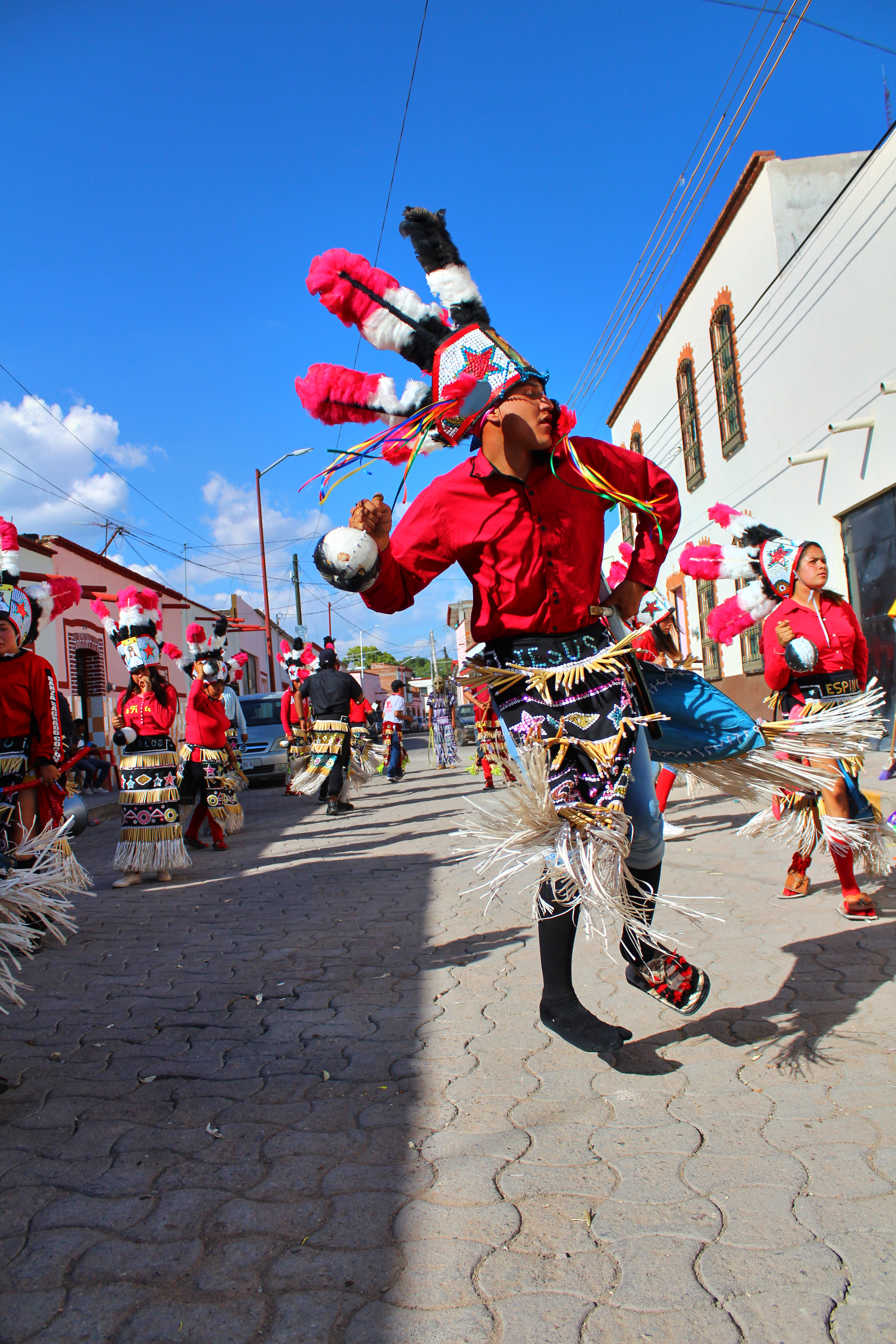
Joven Danza al ritmo de la tambora en la celebración a San Judas Tadeo

Las primeras agrupaciones de tamborazo zacatecano estaban compuestas por un número reducido de instrumentos: dos clarines (posteriormente sustituidos por cornetines o trompetas), una tarola y una tambora. Esta pequeña formación logró ganarse rápidamente la simpatía de las comunidades locales, y comenzó a sonar en los pueblos cercanos a El Tigre, así como en la capital zacatecana. Aunque no existen registros históricos que documenten el momento exacto en que el tamborazo zacatecano surgió, se sabe que estas primeras agrupaciones eran especialmente populares entre las clases trabajadoras, quienes las contrataban para amenizar festividades y reuniones sociales en pequeños establecimientos locales, conocidos como "cantinuchas", donde se vendía sotól, una bebida alcohólica típica de la región.
En los primeros años de su existencia, el tamborazo zacatecano era considerado una música informal y popular, lo que llevó a que fuera apodada "alborota-Güelles" por los sectores más altos de la sociedad, debido a la estructura reducida de las agrupaciones, que generalmente contaban con solo cuatro músicos. Esta denominación refleja la percepción de la música como algo improvisado o rudimentario, aunque en realidad, ya en sus inicios, el tamborazo zacatecano desempeñaba una función importante en las celebraciones populares, contribuyendo a crear un ambiente festivo y comunitario.  
A medida que el tamborazo zacatecano fue evolucionando, la música se vio influenciada por el contexto musical y social del momento. En la década de 1870, Doroteo Fernández Jacobo fundó una de las primeras agrupaciones de tamborazo en El Tigre, la cual, aunque carecía de una organización formal, tuvo un papel fundamental en la consolidación del género. Este periodo coincidió con la llegada a México de nuevos instrumentos, como los de pistón y el saxofón, los cuales permitieron una mayor complejidad y versatilidad en la interpretación del tamborazo. De hecho, fue gracias a la incorporación de estos instrumentos que el tamborazo zacatecano empezó a ganar en sonoridad y riqueza musical.
Fue en la década de 1960 cuando el género alcanzó su mayor consolidación, gracias a la influencia de Enrique Samaniego Rodríguez, conocido como "El padre del Tamborazo". Nacido en 1930, Samaniego jugó un papel crucial en la formalización y difusión del género. Junto a otros músicos como Pedro Gómez Ramírez, estableció un estilo propio para el tamborazo zacatecano que permitió que el género se definiera con claridad, tanto en su estructura musical como en su formación instrumental. Fue en este periodo cuando se consolidó la formación estándar de tamborazo, con un conjunto que incluía una tambora, una tarola, cornetines y, en algunos casos, otros instrumentos de viento y percusión.

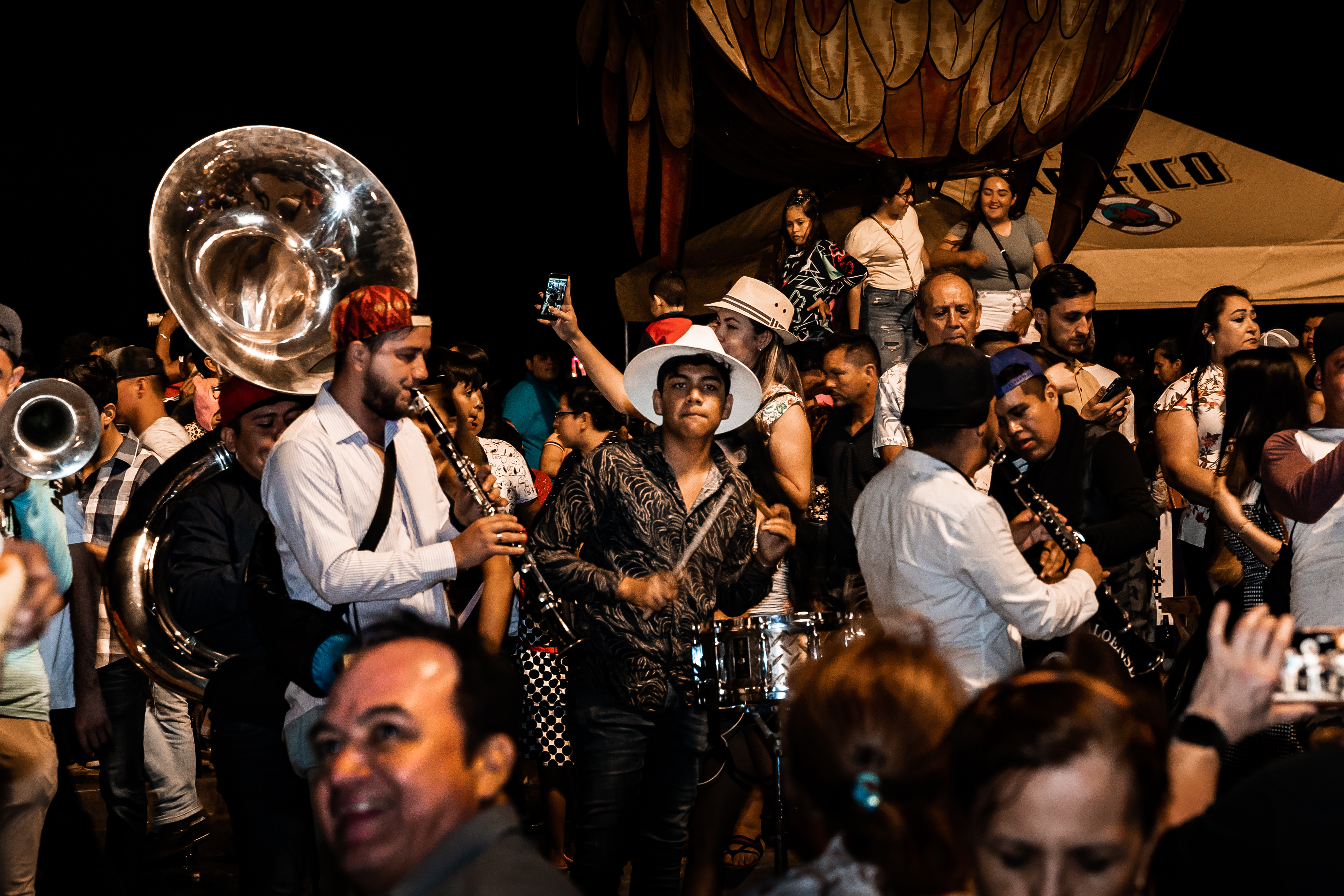
Banda Sinaloense

A lo largo de las décadas, el tamborazo zacatecano se caracterizó por su sonoridad peculiar, en la que la tambora desempeñó un papel crucial, marcando el ritmo y la armonía de las piezas musicales. A diferencia de otros géneros, como las bandas sinaloenses, donde la tarola y la tuba tienen una presencia prominente, en el tamborazo zacatecano la tambora, derivada de las percusiones militares y de la tradición indígena del huehuetl, ocupa un lugar central. Esta distinción en el papel de los instrumentos contribuye al sonido único del tamborazo, que, a pesar de su sencillez, posee una riqueza rítmica y melódica .
Además de su evolución interna, el tamborazo zacatecano ha tenido una gran influencia en otros géneros musicales de México. Piezas del tamborazo zacatecano han sido adoptadas en los repertorios de otros estilos musicales, como las cumbias, mambos, polkas y sones, y su influencia ha llegado incluso a otros estados, como Sinaloa, Chihuahua, Durango y San Luis Potosí, donde la música zacatecana se ha integrado a las tradiciones locales. En particular, en Sinaloa, se ha documentado que algunas piezas del tamborazo zacatecano han sido adoptadas dentro del repertorio de las bandas sinaloenses, como es el caso de "Los ojos de Pancha", una composición originaria de Zacatecas que, con el tiempo, se ha integrado a la música tradicional de esa región.
El estilo musical se ha convertido en una de las manifestaciones más representativas de la identidad zacatecana, siendo utilizado en las festividades más emblemáticas del estado. Este tipo de agrupaciones festivas, que emplean el tamborazo como acompañamiento, manifiestan las costumbres y tradiciones de la región a través de un ritmo alegre y contagiante que anima a la comunidad a participar de la celebración.

## Componentes
El tamborazo se distingue por su instrumentación particular, la cual permite generar un sonido potente y distintivo. Tradicionalmente, una agrupación de tamborazo está compuesta por los siguientes instrumentos:
- Trompetas: dos instrumentos de viento metal que llevan la melodía principal.
- Saxofón: aporta armonía y complementa la melodía, agregando matices al sonido.
- Trombón: añade profundidad y riqueza tonal, dotando al tamborazo de un sonido más robusto.
- Tarola: instrumento de percusión que marca el ritmo con redobles y acentos.
- Tambora o bombo: proporciona la base rítmica y el pulso fundamental de las piezas musicales.[1]

Instrumentos usados
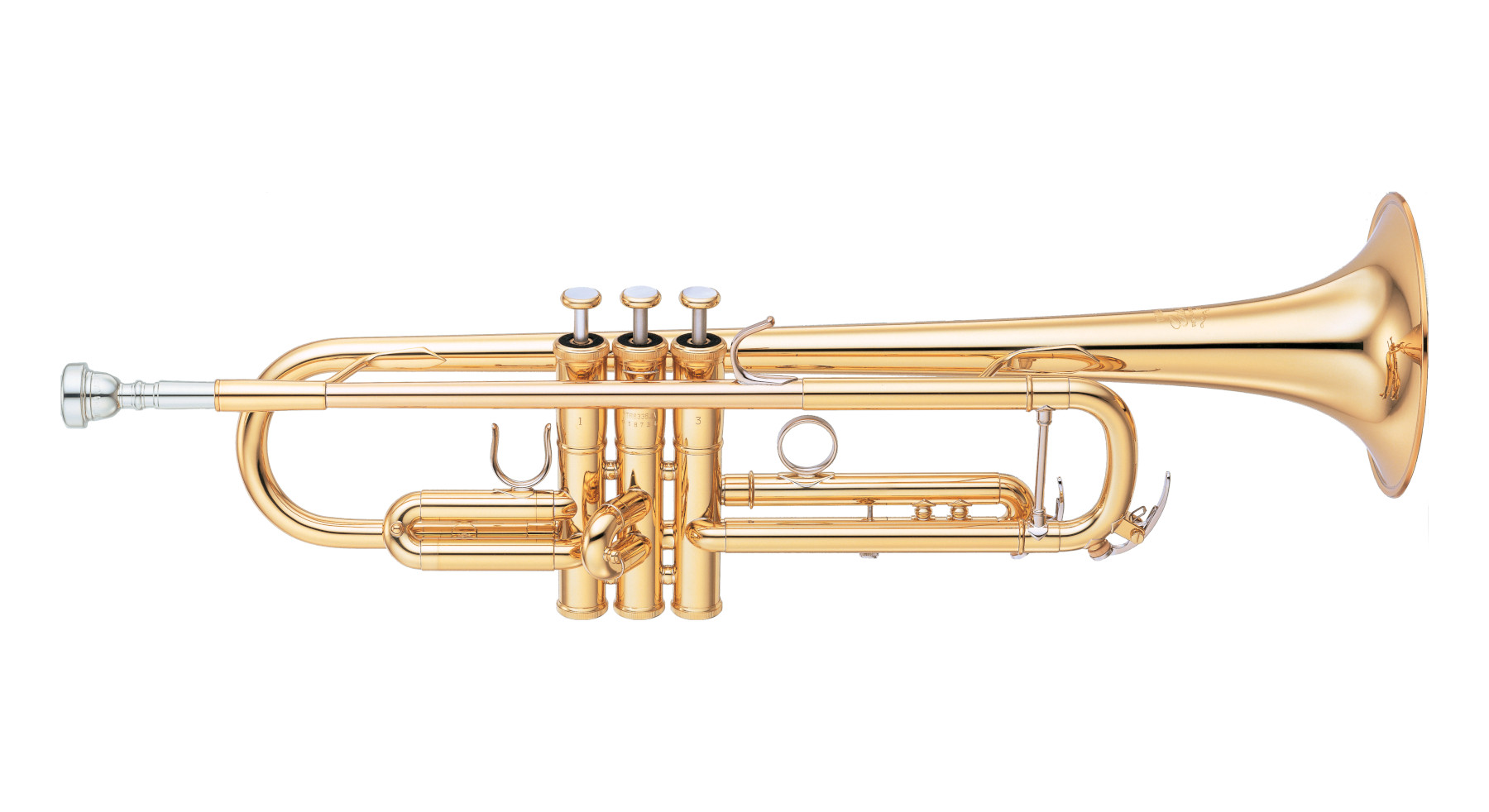
Trompeta
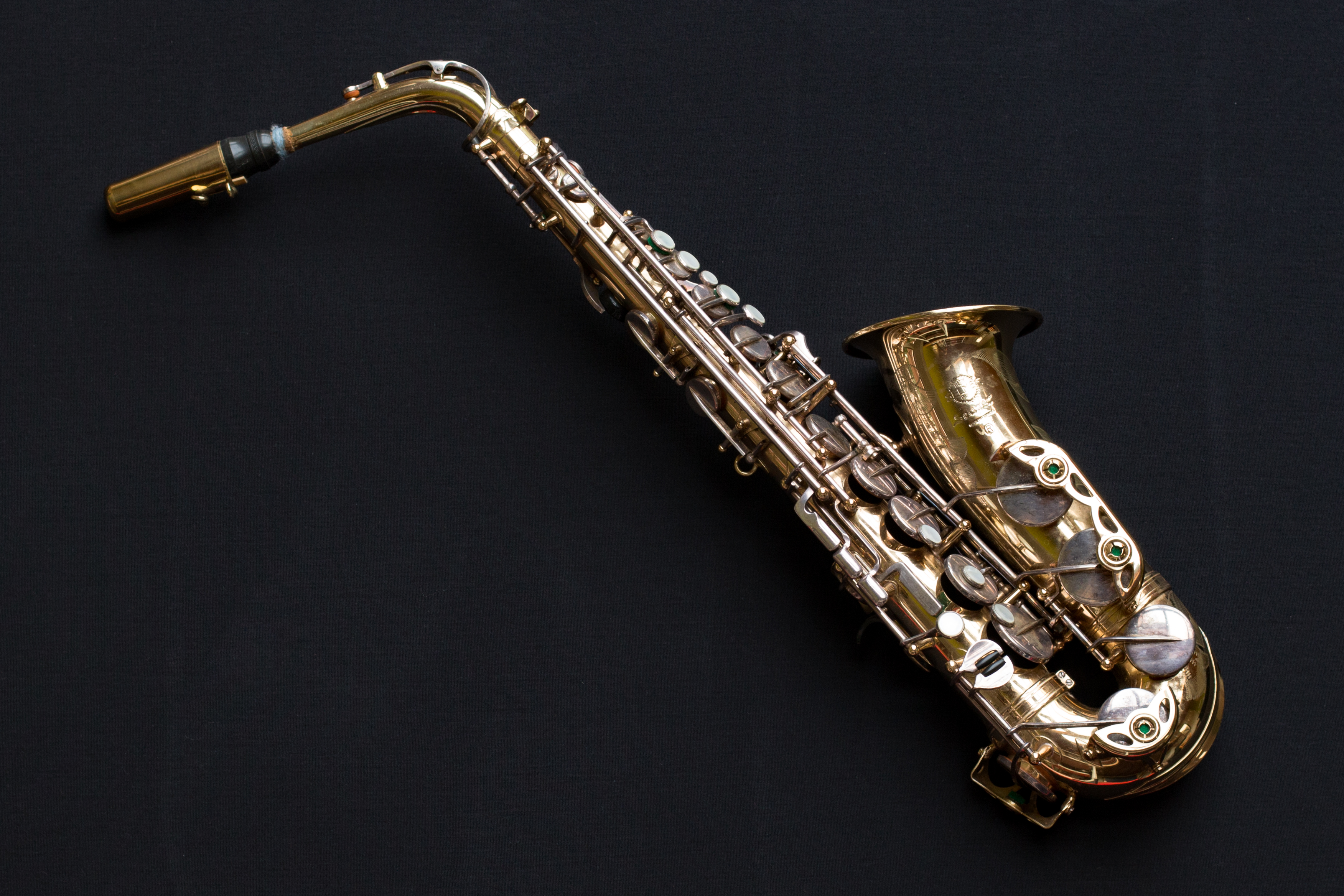
Saxofón
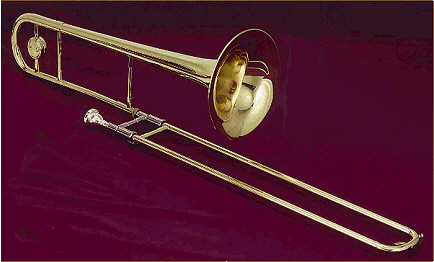
Trombón
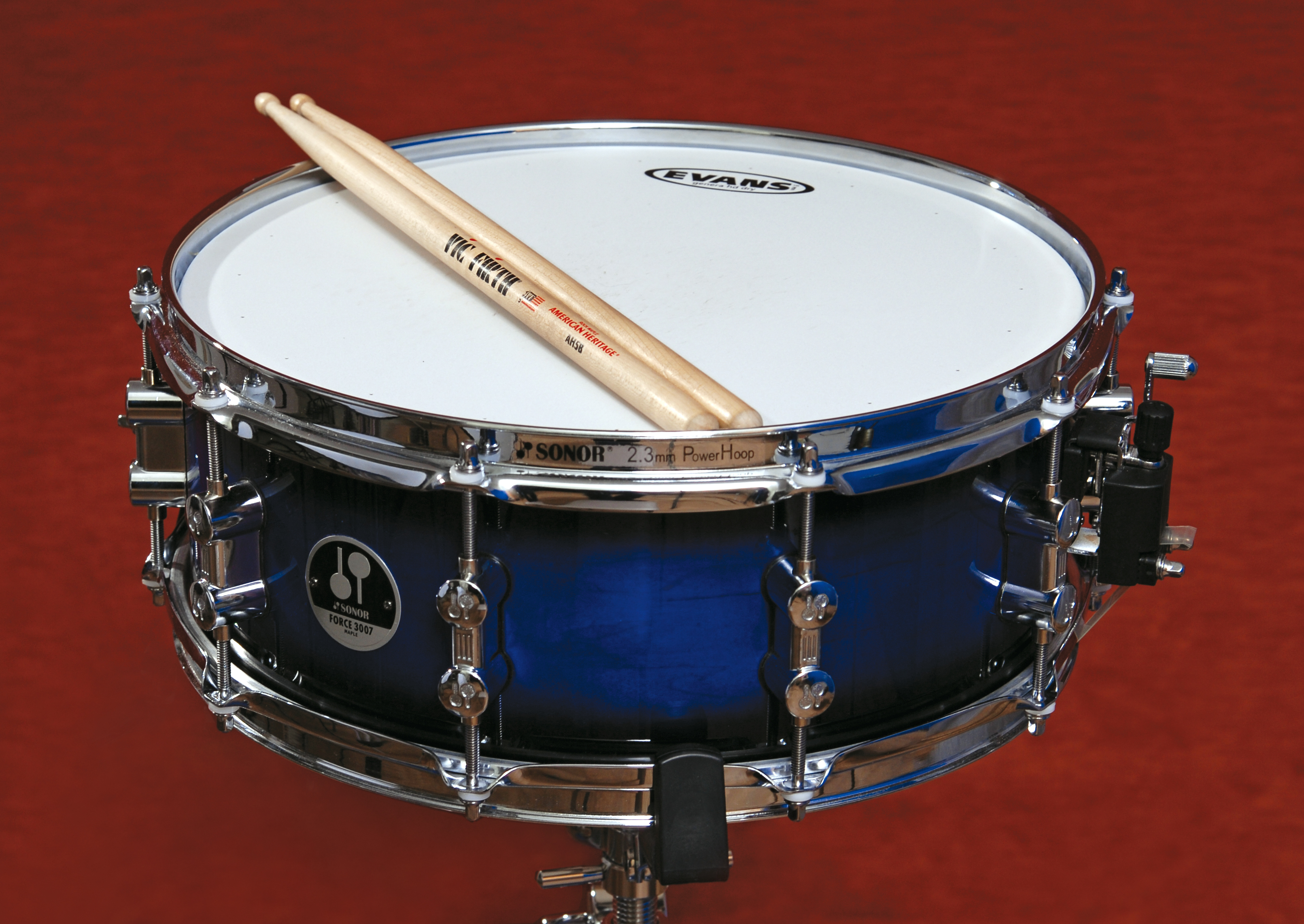
Tarola
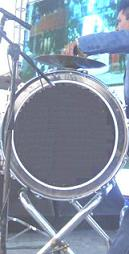
Tambora

## Repertorio destacado
El tamborazo zacatecano cuenta con un repertorio extenso que ha sido transmitido de generación en generación. Entre las piezas más representativas se encuentran:
- "La Marcha de Zacatecas"
- "Las Varitas"
- "Las Virginias"
- "El Ahuichote"
- "Los Pájaros Azules"
- "Lino Rodarte"
- "Las Huilotas"
- "El Herradero"
- "La Milpa"
- "La Basurita"[10]

## Importancia cultural
El tamborazo zacatecano no es solo un género musical, sino una expresión cultural que fortalece la identidad y el sentido de pertenencia de los zacatecanos. Una tradición en la que las bandas recorren las calles de Zacatecas tocando y animando a los asistentes. Estas callejoneadas son particularmente populares entre los turistas y forman parte del atractivo cultural del estado.
Además, el tamborazo es un elemento central en la Feria Nacional de Zacatecas , una de las festividades más importantes de la región. Durante este evento, múltiples agrupaciones de tamborazo se presentan, mostrando la diversidad y riqueza de este género musical.